# Skorvskinn
Skorvskinn (Boidinia furfuracea) är en svampart som först beskrevs av Giacopo Bresàdola, och fick sitt nu gällande namn av Stalpers & Hjortstam 1982. Skorvskinn ingår i släktet Boidinia och familjen kremlor och riskor.  Arten är reproducerande i Sverige. Inga underarter finns listade i Catalogue of Life.